# Bømlo
Bømlo ist eine Kommune im norwegischen Fylke Vestland. Die Kommune hat 12.365 Einwohner (Stand: 1. Januar 2025). Verwaltungssitz ist die Ortschaft Svortland.

## Geografie

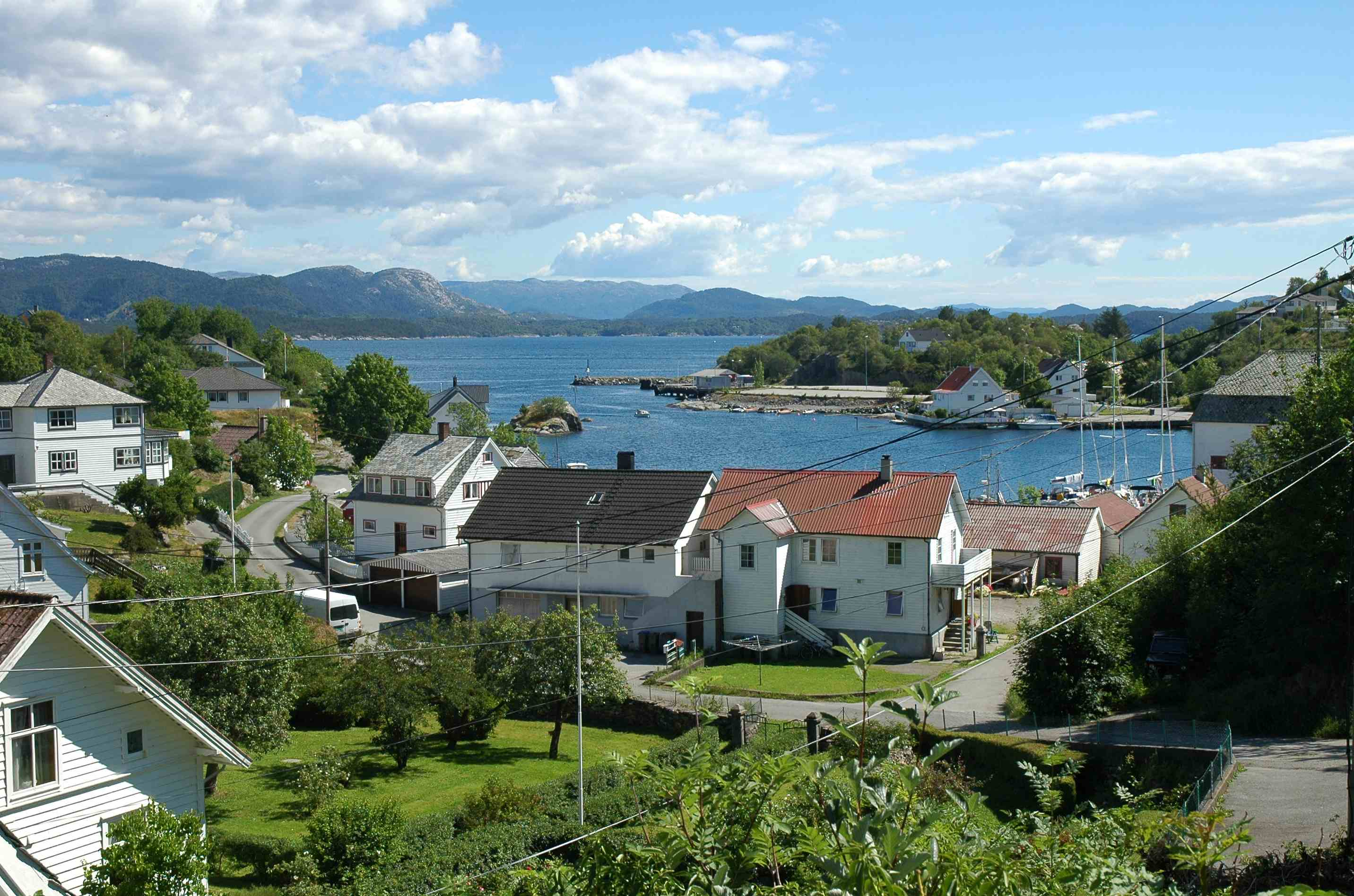
Blick auf die Ortschaft Mosterhamn

Bømlo liegt in der Landschaft Sunnhordland an der westnorwegischen Küste auf insgesamt etwa 1000 Inseln und Holme verteilt. Die größten Inseln der Kommune sind Bømlo mit etwa 171, Goddo mit 16 und Moster mit 12 km². Moster liegt im Südosten der Kommune und ist nur durch eine schmale Meerenge von der Insel Bømlo getrennt. Die Kommune Bømlo hat keine Landgrenzen, sämtliche Gemeindegrenzen verlaufen im Meer. Im Norden grenzt die Kommune im Selbjørnsfjord an Austevoll, im Nordosten an Fitjar und im Osten an Stord. Im Südosten und Süden verläuft die Grenze zu Sveio im Bømlafjord. Der Bømlafjord ist der äußerste Abschnitt des Hardangerfjords. Weiter südwestlich befindet sich die Grenze zu Haugesund, die sich vor allem über das offen Meer erstreckt. Die Grenze zu Haugesund stellt zudem den Übergang von Vestland zum Fylke Rogaland dar. Auf den Inseln liegen einige kleinere Seen. Die Gesamtfläche der Kommune beträgt 246,57 km², wobei Binnengewässer zusammen 11,11 km² ausmachen. Die Erhebung Siggjo stellt mit einer Höhe von 473,72 moh. den höchsten Punkt der Kommune Bømlo dar.

## Einwohner
Die Einwohnerzahl stieg nach dem Ende des Zweiten Weltkriegs stabil an. Auf der Insel Bømlo liegen die beiden größeren Orte Svortland und Rubbestadneset und auf Moster die Ortschaft Mosterhamn. In der Gemeinde liegen mehrere sogenannte Tettsteder, also mehrere Ansiedlungen, die für statistische Zwecke als eine städtische Siedlung gewertet werden. Diese sind Langevåg mit 748, Mosterhamn mit 1425, Rubbestadneset mit 1425, Svortland mit 3122, Foldrøy mit 384 und Steinvåg mit 450 Einwohnern (Stand: 1. Januar 2024).
Die Einwohner der Gemeinde werden Bømling genannt. Offizielle Schriftsprache ist wie in vielen Kommunen in Vestland Nynorsk, die weniger weit verbreitete der beiden norwegischen Sprachformen.
| Jahr          | 1986 | 1990 | 1995   | 2000   | 2005   | 2010   | 2015   | 2020   | 2025   |
| ------------- | ---- | ---- | ------ | ------ | ------ | ------ | ------ | ------ | ------ |
| Einwohnerzahl | 9502 | 9675 | 10.300 | 10.739 | 10.830 | 11.275 | 11.761 | 11.957 | 12.365 |

## Geschichte

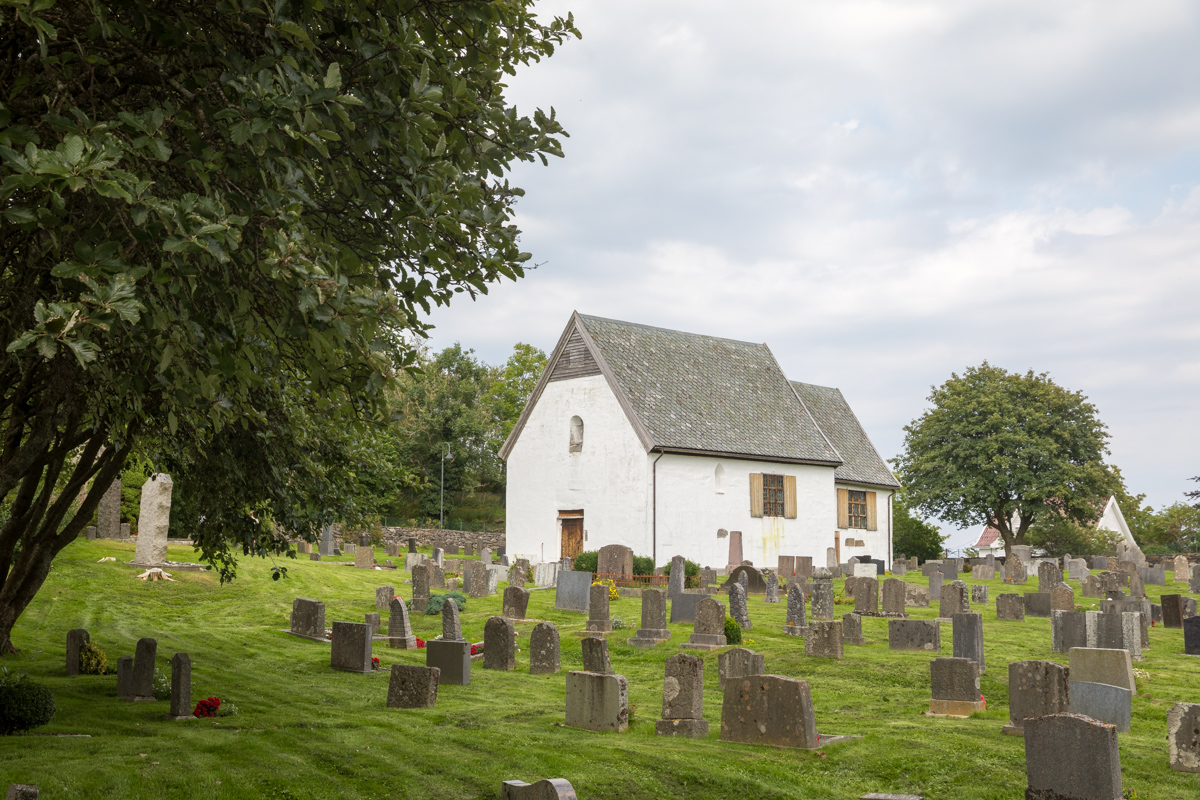
Moster gamle kyrkje

Die Kommune Bømlo entstand zum 1. Juli 1916, als Finnås in die Kommunen Moster mit 1316, Bømlo mit 1217 und Bremnes mit 3411 Einwohnern aufgespalten wurde. Am 1. Januar 1963 wurden die drei Kommunen erneut zusammengelegt, die neue Gemeinde erhielt nun Namen Bømlo. Bei der Zusammenlegung hatte Moster 1834, Bømlo 1463 und Bremnes 4829 Einwohner. Im Jahr 1970 wurde von Bømlo ein unbewohntes Areal an Stord übertragen. Von Fitjar wurde zum Jahresbeginn 1995 ein von 225 Personen bewohntes Gebiet an Bømlo überführt.
Bis zum 31. Dezember 2019 gehörte Bømlo der damaligen Provinz Hordaland an. Sie ging im Zuge der Regionalreform in Norwegen in die zum 1. Januar 2020 neu geschaffene Provinz Vestland über.
In der Kommune liegen mehrere Kirchen. Die Bømlo kyrkje ist eine Kirche aus dem Jahr 1960, die alte Kirche (Bømlo gamle kyrkje) war 1621 in Holz erbaut worden. Auch auf der Insel Moster befinden sich sowohl eine neue als auch eine ältere Kirche. Die Moster gamle kyrkje wurde in der ersten Hälfte des 12. Jahrhunderts fertiggestellt. Die steinerne Kirche wurde lange für die in den Erzählungen von Snorri Sturluson erwähnte und von Olav I. Tryggvason im Jahr 995 erbaute Kirche gehalten. Als im Jahr 1874 die neue Moster kyrkje erbaut wurde, sollte die alte zunächst abgerissen werden. Die Kirche wurde jedoch schließlich vom Verein Fortidsminneforeningen aufgekauft und 1896 vom Architekten Peter Andreas Blix restauriert. In Svortland befindet sich die Bremnes kyrkje, eine Holzkirche aus dem Jahr 1869. Auf der Insel Moster bestand das Thing Mostertinget. In der Kirche der Insel wurde in den 1020er-Jahren – vermutlich im Jahr 1024 – eine Versammlung abgehalten, die heute als die Einführung des Christentums als Reichsreligion Norwegens gilt. 1995 wurde in der Kommune das 1000-Jahr-Jubiläum der Einführung des Christentums gefeiert.
Von 1884 bis 1910 wurden im Westen der Insel Bømlo Gold abgebaut. Zu Spitzenzeiten waren dabei über 500 Männer für drei Abbaufirmen tätig. Insgesamt wurden in der Zeit über 200 Kilogramm Gold abgebaut.

## Wirtschaft und Infrastruktur

### Verkehr

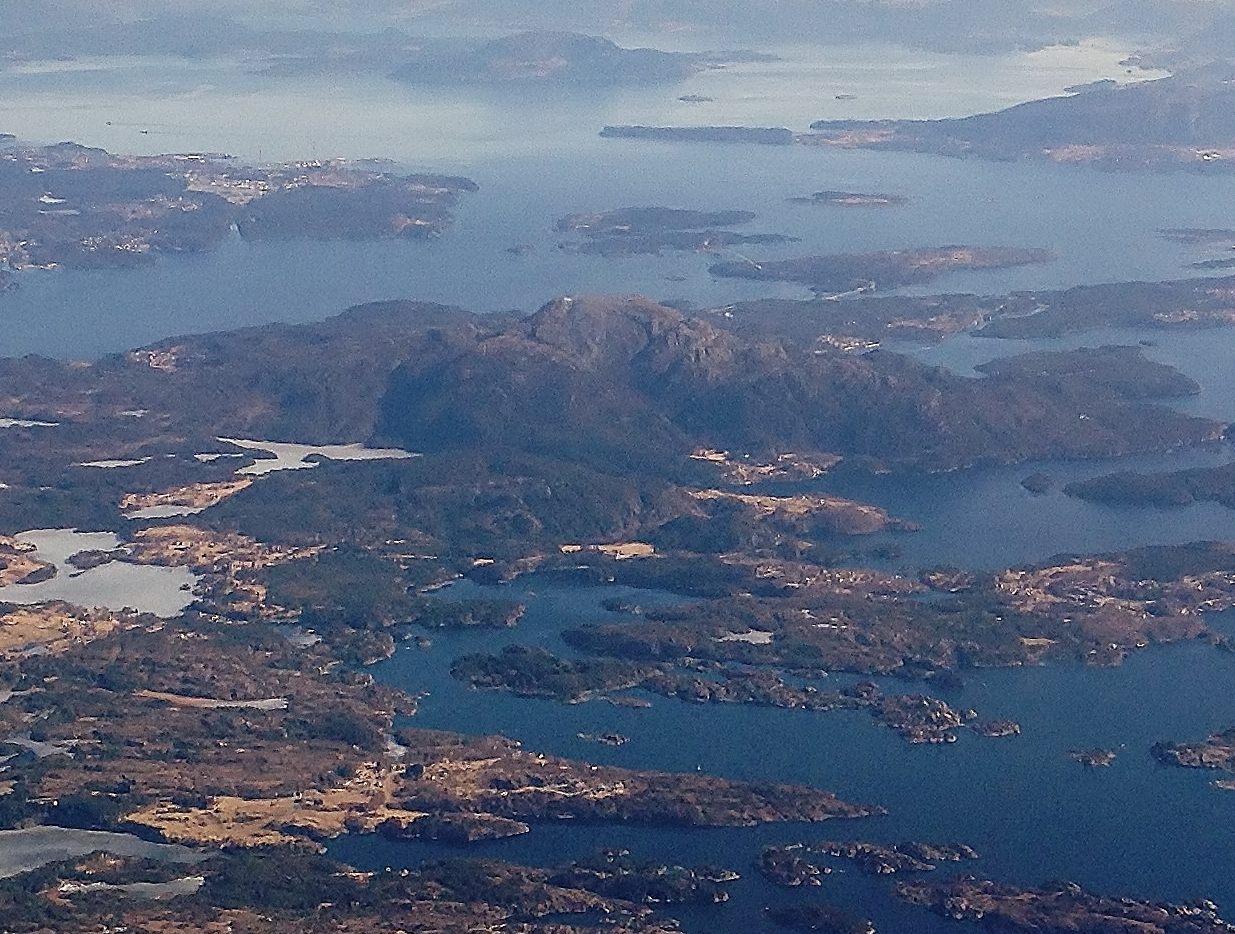
Blick von der Erhebung Siggjo Richtung Osten

Die meisten der bewohnten Inseln sind mit Brücken verbunden. Die Insel Bømlo wiederum ist durch ein Tunnel- und Brückensystem (Trekantsambandet) seit April 2001 mit dem Festland und der Nachbarinsel Stord verbunden. Im Süden der Insel Bømlo besteht zudem eine Fährenverbindung zur Kommune Sveio, von wo aus eine Straße weiter in die Stadt Haugesund führt. Auf der Insel Slåtterøy im Norden der Kommune befindet sich der Leuchtturm Slåtterøy fyr. Dieser wurde 1859 erbaut, 1988 automatisiert und ist seit dem Jahr 2003 unbemannt.

### Wirtschaft
Sowohl die Landwirtschaft als auch die Fischerei sind wichtige Wirtschaftszweige für die Kommune. Die Industrie ist hingegen der größere Arbeitgeber. Im Bereich der Landwirtschaft ist vor allem die Haltung von Schafen und Rindern verbreitet. In der Kommune befinden sich mehrere Fischzuchtanlagen. In der Industrie ist die Maschinenbauindustrie am stärksten in Bømlo vertreten. Eine weitere größere Industriebranche ist die der Lebensmittelproduktion, insbesondere durch die Fischverarbeitung. Im Jahr 2020 arbeiteten von etwa 5850 Arbeitstätigen zirka 4380 in Bømlo selbst, über 600 pendelten in die Nachbarkommune Stord.

## Persönlichkeiten
- Arne Larsen Økland (* 1954), Fußballspieler
- Kenneth Sivertsen (1961–2006), Gitarrist, Liedermacher, Jazzsänger, Komponist und Humorist
- Knut Arild Hareide (* 1972), Politiker, ehemaliger Minister und KrF-Parteivorsitzender
- Oda Løvø Steinsvåg (* 2000), Volleyballspielerin